# Nagari Tanjung Beringin
Nagari Tanjung Beringin is een bestuurslaag in het regentschap Pasaman van de provincie West-Sumatra, Indonesië. Nagari Tanjung Beringin telt 9013 inwoners (volkstelling 2010).